# Travessia do Mar Vermelho

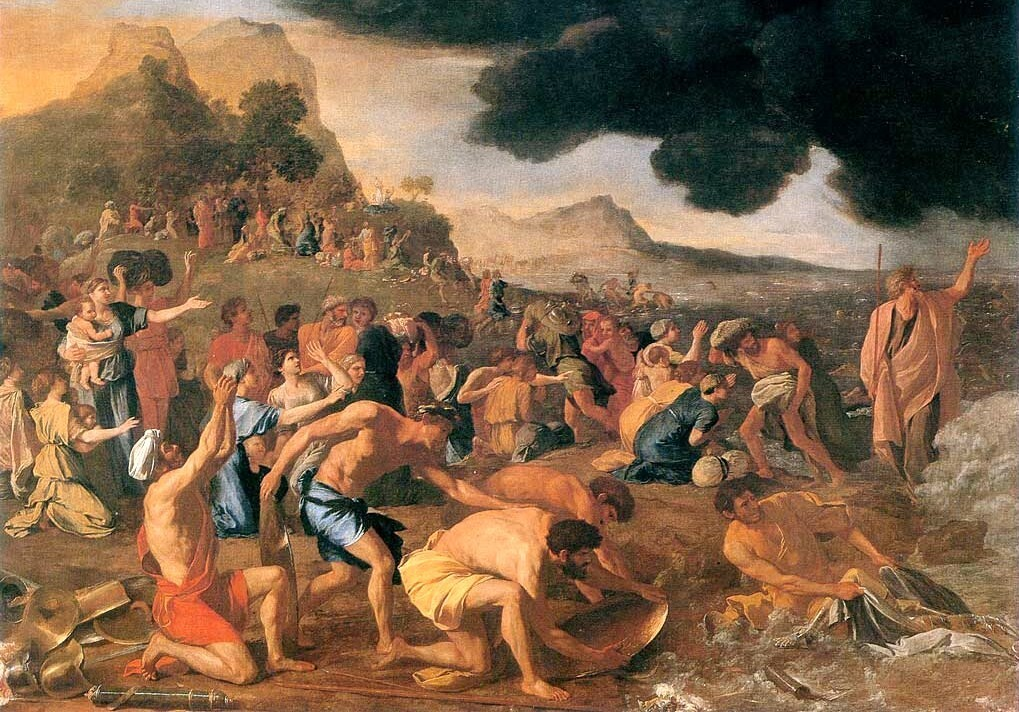
A travessia do Mar Vermelho por Nicolas Poussin (1633-34)

A Travessia do Mar Vermelho (em hebraico: קריעת ים סוף Kriat Yam Suph - Travessia do Mar Vermelho ou Mar de Juncos) constitui um episódio na narrativa bíblica do Êxodo.
Ele fala sobre a fuga dos israelitas, liderados por Moisés, dos perseguidores egípcios, conforme narrado no livro do Êxodo. Moisés estende seu cajado e Deus divide as águas do Yam Suph (Mar Vermelho). Os israelitas caminham em solo seco e cruzam o mar, seguidos pelo exército egípcio. Assim que os israelitas cruzaram com segurança, Moisés levanta os braços novamente, o mar fecha e os egípcios se afogam.
Nenhuma evidência arqueológica comprovada por eruditos foi encontrada para confirmar que a travessia do Mar Vermelho ocorreu. Zahi Hawass, um arqueólogo egípcio e ex-Ministro de Estado para Assuntos de Antiguidades do Egito, refletiu o consenso acadêmico quando disse da história do Êxodo, que é o relato bíblico da fuga dos israelitas do Egito e subsequentes 40 anos vagando pelo deserto em busca de a Terra Prometida: "Realmente, é um mito... Às vezes, como arqueólogos, temos que dizer que isso nunca aconteceu porque não há evidências históricas".

## Narrativa bíblica

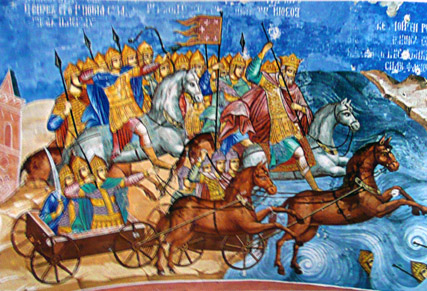
Cruzando o Mar Vermelho, uma pintura de parede da década de 1640 em Yaroslavl, Rússia

Após as pragas do Egito, o Faraó concorda em deixar os israelitas irem, e eles viajam de Ramessés a Sucote e depois a Etã na orla do deserto, liderados por uma coluna de nuvem durante o dia e uma coluna de fogo à noite. Lá, Deus diz a Moisés para voltar e acampar à beira-mar em Pi-Hairote, entre Migdol e o mar, bem em frente a Baal-Zefom.
Deus fez com que o Faraó perseguisse os israelitas com carros, e o Faraó os alcançou em Pi-hairote. Quando os israelitas veem o exército egípcio, eles ficam com medo, mas a coluna de fogo e a nuvem separam os israelitas e os egípcios. Por ordem de Deus, Moisés estendeu seu cajado sobre a água e, durante a noite, um forte vento leste dividiu o mar, e os israelitas atravessaram em terra seca com uma parede de água de cada lado. Os egípcios os perseguiram, mas ao amanhecer Deus obstruiu as rodas das carruagens e os lançou em pânico, e com o retorno da água, o faraó e todo o seu exército foram destruídos. Quando os israelitas viram o poder de Deus, eles colocaram sua fé em Deus e em Moisés, e cantaram uma canção de louvor ao Senhor pela travessia do mar e a destruição de seus inimigos. (Esta canção está em Êxodo 15, e é chamada de Canção do Mar).
A narrativa contém pelo menos três e possivelmente quatro camadas. Na primeira camada (a mais antiga), Deus sopra o mar de volta com um forte vento leste, permitindo que os israelitas cruzem em terra seca; na segunda, Moisés estende a mão e as águas se dividem em duas paredes; na terceira, Deus entope as rodas da carruagem dos egípcios e eles fogem (nesta versão os egípcios nem mesmo entram na água); e na quarta, a Canção do Mar, Deus lança os egípcios no tehomot, as profundezas oceânicas ou abismo mítico.

## Localização

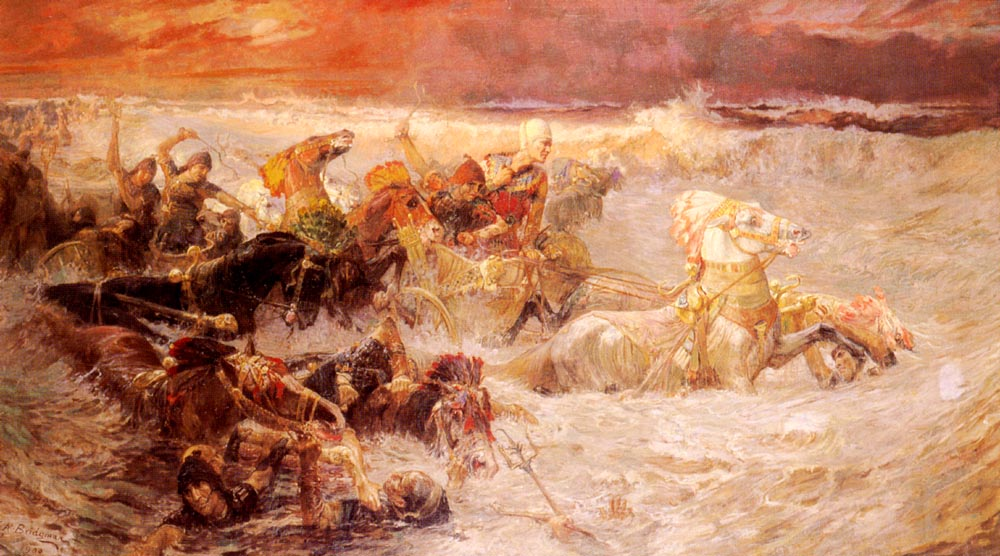
O exército do Faraó engolfado pelo Mar Vermelho, pintura de Frederick Arthur Bridgman (1900)

A primeira viagem dos israelitas é de Ramessés a Sucote. Ramessés é geralmente identificado com o moderno Qantir, local da capital da 19ª dinastia, Per-Ramessés, e Sucote com Telel Mascuta em Uádi Tumilate, a terra bíblica de Gósen. De Sucote, os israelitas viajam para Etã "na orla do deserto", depois voltam para Pi-Hairote, localizado entre Migdol e o mar e em frente a Baal-Zefom. Nenhum deles foi identificado com certeza. Uma teoria com muitos seguidores é que eles se referem coletivamente à região do Lago Timsah, um lago salgado ao norte do Golfo de Suez, e o grande corpo de água mais próximo depois do Wadi Tumilat. o lago Timsah estava ligado a Pithom em Gesem em vários momentos por um canal, e um primeiro texto milênio final refere-se ao Migdol Baal Zefom como um forte no canal.
O termo hebraico para o local da travessia é Yam Suph. Embora tradicionalmente se acredite que isso se refira à entrada de água salgada localizada entre a África e a península Arábica, conhecida em inglês como Mar Vermelho, é uma tradução incorreta da Septuaginta grega, e o hebraico suph não significa "vermelho", mas às vezes significa "juncos". (Embora não seja relevante para a identificação do corpo d'água, suph também faz trocadilhos com o hebraico suphah ("tempestade") e soph ("fim"), referindo-se aos eventos do Êxodo).
Não se sabe ao certo por que os estudiosos da Septuaginta traduziram Yam Suph Eruthra Thalassa ou Mar Vermelho. Uma teoria é que esses estudiosos, que viveram em Alexandria, no Egito, durante o século III a.C., identificaram especificamente o Mar Vermelho como o conhecemos hoje porque acreditavam que era aqui que a travessia ocorria. Durante esse tempo, esses estudiosos entenderiam o Mar Vermelho não apenas como a massa de água conhecida hoje, mas também se estendendo até o Oceano Índico.
Uma opinião acadêmica  é que a história do Êxodo combina uma série de tradições, uma delas no "Mar de Junco" (Lago Timsah, com os egípcios derrotados quando as rodas de suas carruagens ficam entupidas) e outra no Mar Vermelho, muito mais profundo, permitindo a narrativa mais dramática dos eventos.
Juncos tolerantes à água salgada florescem na cadeia rasa de lagos que se estendem de Suez ao norte até o Mar Mediterrâneo. Kenneth Kitchen e James Hoffmeier afirmam que esses lagos e pântanos juncosos ao longo do istmo de Suez são locais aceitáveis para o inhame. O antigo suf do inhame não se limita ao moderno Mar Vermelho. Hoffmeier equipara yam suf com o termo egípcio pa-tjufy (também escrito p3 twfy) do período de Ramsside, que se refere aos lagos no delta oriental do Nilo. Ele também descreve referências a p3 twfy no contexto da Ilha de Amun, considerada a moderna Tell el-Balamun. Tell el-Balamun era a cidade mais ao norte do Egito faraônico, cerca de 29 km ao sudoeste de Damietta, localizado na 31,2586 Norte, 31,5714 Leste.

## Historicidade

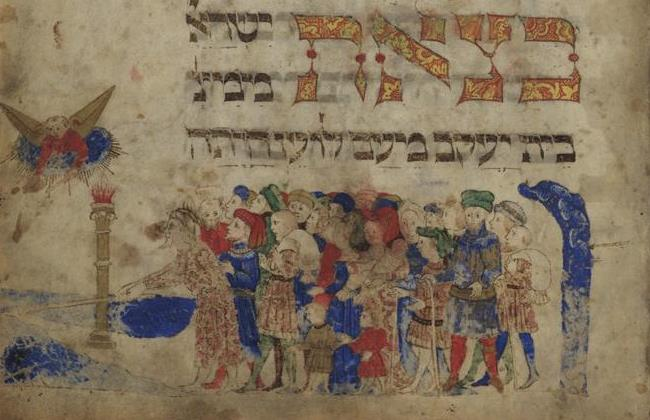
Cruzando o Mar Vermelho, Rothschild Haggadah, ca. 1450

Nenhuma evidência arqueológica comprovada por eruditos foi encontrada para confirmar que a travessia do Mar Vermelho ocorreu. Zahi Hawass, um arqueólogo egípcio e ex-Ministro de Estado para Assuntos de Antiguidades do Egito, refletiu o consenso acadêmico quando disse da história do Êxodo, que é o relato bíblico da fuga dos israelitas do Egito e subsequentes 40 anos vagando pelo deserto em busca de a Terra Prometida: "Realmente, é um mito... Às vezes, como arqueólogos, temos que dizer que isso nunca aconteceu porque não há evidências históricas".
Dada a falta de evidências para o relato bíblico, alguns pesquisadores têm buscado explicações sobre o que pode ter inspirado a narrativa dos autores bíblicos, ou para fornecer evidências para uma explicação natural que é tão rara que o momento poderia ser considerado milagroso.
Uma explicação é que os israelitas e egípcios experimentaram uma miragem, um fenômeno natural comum em desertos (e as próprias miragens podem ter sido consideradas sobrenaturais). Cada grupo pode ter acreditado que o outro estava submerso na água, o que resultou nos egípcios presumindo que os israelitas se afogaram e, portanto, cancelaram a perseguição.
Alguns alegaram que a divisão do Mar Vermelho e as Pragas do Egito foram eventos naturais causados por um único desastre natural, uma enorme erupção vulcânica na ilha grega de Santorini no século XVI a.C.
Carl Drews, pesquisador do Centro Nacional de Pesquisas Atmosféricas dos Estados Unidos, sugeriu que a travessia bíblica do Mar Vermelho "reflete uma ocorrência histórica real", ou seja, um fenômeno natural conhecido como "queda do vento" que foi observada para afetar corpos de água. Ele conjectura que tal fenômeno poderia ter criado um caminho terrestre através do Delta do Nilo Oriental (mas não o Mar Vermelho). Seu artigo de 2010 sobre o assunto, em coautoria com Weiqing Han e publicado na revista PLoS ONE, trata o relato bíblico da travessia do Mar Vermelho como "uma história antiga e interessante de origem incerta". James Hoffmeier, um arqueólogo e membro do corpo docente da Trinity Evangelical Divinity School, considerou a hipótese do estabelecimento do vento "plausível", argumentando que a história da Bíblia deve ser vista como histórica.

## Legado
O tema de Moisés cruzando o Mar Vermelho foi retomado pelos panegiristas de Constantino, e aplicado à Batalha da Ponte Mílvia (312). O tema gozou de uma moda durante o século IV em sarcófagos esculpidos: pelo menos vinte e nove sobreviveram, por completo ou em fragmentos. Eusébio de Cesareia lançou Maxêncio, afogado no Tibre, no papel de Faraó, tanto em sua História Eclesiástica quanto em sua Vida elogiosa de Constantino.

## Ligações externos
- ABZU
- Lista de recursos da ARCHNet Near East
- Recursos de egiptologia do Museu Fitzwilliam
- Projeto de Mapeamento Tebano
- Uma coleção de artigos sobre a divisão do Mar Vermelho do ponto de vista judaico